# Анзен (Њемачка)
Анзен (њем. Ahnsen) град је у њемачкој савезној држави Доња Саксонија. Једно је од 38 општинских средишта округа Шаумбург. Према процјени из 2010. у граду је живјело 1.145 становника. Посједује регионалну шифру (AGS) 3257001.

## Географија
Анзен се налази у савезној држави Доња Саксонија у округу Шаумбург. Град се налази на надморској висини од 88 метара. Површина општине износи 3,4 km².

## Становништво
У самом граду је, према процјени из 2010. године, живјело 1.145 становника. Просјечна густина становништва износи 334 становника/km².